# Liste der Naturdenkmale in Weidingen
Die Liste der Naturdenkmale in Weidingen nennt die im Gemeindegebiet von Weidingen ausgewiesenen Naturdenkmale (Stand 13. April 2024).

## Naturdenkmale
| Nr.         | Bezeichnung              | Lage                                                    | Beschreibung | Bild                                    |
| ----------- | ------------------------ | ------------------------------------------------------- | ------------ | --------------------------------------- |
| ND-7232-505 | Eiche in Niederweidingen | Niederweidingen, westlich des Ortes; Flur Im Grund Lage | Quercus sp.  | Direkt Bild zu diesem Denkmal hochladen |